# 出雲国風土記
『出雲国風土記』（いずものくにふどき）は、出雲国の風土記。編纂が命じられたのは和銅6年（713年）5月、元明天皇によるが、天平5年（733年）2月30日に完成し、聖武天皇に奏上されたといわれている。「国引き神話」を始めとして出雲に伝わる神話などが記載され、記紀神話とは異なる伝承が残されている。現存する風土記の中で唯一ほぼ完本の状態である。

## 編纂
713年（和銅6年）に太政官が発した風土記編纂の官命により、出雲国国司は出雲国庁に出雲国造の出雲臣果安（いずもおみはたやす）を招き、出雲国風土記の編纂を委嘱した。733年（天平5年）になって、出雲国造の出雲臣広島の監修のもと、秋鹿郡（あいかのこおり）の人、神宅臣金太理（かんやけのおみかなたり）の手によって出雲国風土記は編纂された。

## 構成
総記、意宇・島根・秋鹿・楯縫・出雲・神門・飯石・仁多・大原の各郡、巻末から構成されている。
各郡には現存する他の風土記にはない神社リストがある。神祇官に登録されている神社とされていないものに分けられている。
自然の地形の項ではその地形の様子と特産品の情報が記されている。

### 総記
出雲国の概要が書かれている。

### 意宇郡
郷里に関しては意宇郡を参照のこと。
郷里母理郷、屋代郷、楯縫郷、安来郷、山国郷、飯梨郷、舎人郷、大草郷、山代郷、拝志郷、宍道郷、余戸里
駅家野城駅、黒田駅、宍道駅
神戸出雲神戸、賀茂神戸、忌部神戸
寺院教昊寺、新造院3所
神社在神祇官社48所、不在神祇官社19所
地名山野、河川、池、浜、島
通道国堺への道、大原郡堺への道、出雲郡堺への道、島根郡堺への道

### 島根郡
郷里に関しては島根郡を参照のこと。
郷里山口郷、朝酌郷、手染郷、美保郷、方結郷、加賀郷、生馬郷、法吉郷、余戸里
駅家千酌駅
神社在神祇官社14所、不在神祇官社45所
地名山野、河川、坡（人工の池）、池、渡、浜、埼、島
通道意宇郡堺への道、秋鹿郡堺への道、隠岐への渡

### 秋鹿郡
郷里に関しては秋鹿郡を参照のこと。
郷里恵曇郷、多太郷、大野郷、伊農郷
神戸神戸里
神社在神祇官社11所、不在神祇官社16所
地名山野、河川、陂、池、浜、島
通道島根郡堺への道、楯縫郡堺への道

### 楯縫郡
郷里に関しては楯縫郡を参照のこと。
郷里佐香郷、楯縫郷、玖潭郷、沼田郷、余戸里
神戸神戸里
寺院新造院1所
神社在神祇官社9所、不在神祇官社19所
地名山、河川、池、浜、埼、島
通道秋鹿郡堺への道、出雲郡堺への道

### 出雲郡
郷里に関しては出雲郡を参照のこと。
郷里健部郷、漆沼郷、河内郷、出雲郷、杵築郷、伊努郷、美談郷、宇賀郷
神戸神戸郷
寺院新造院1所
神社在神祇官社58所、不在神祇官社64所
地名山野、河川、池、江、浜、埼、島
通道意宇郡堺への道、神門郡堺への道、大原郡堺への道、楯縫郡堺への道

### 神門郡
郷里に関しては神門郡を参照のこと。
郷里朝山郷、（日）置郷、塩冶郷、八野郷、高岸郷、古志郷、滑狭郷、多伎郷、余戸里
駅家狭結駅、多伎駅
神戸神戸里
寺院新造院2所
神社在神祇官社25所、不在神祇官社12所
地名山野、川、池、水海、浜
通道出雲郡堺への道、飯石郡堺への道、石見国堺への道

### 飯石郡
郷里に関しては飯石郡を参照のこと。
郷里熊谷郷、三屋郷、飯石郷、多禰郷、須佐郷、波多郷、来嶋郷
神社在神祇官社5所、不在神祇官社16所
地名山野、河川
通道大原郡堺への道、仁多郡堺への道、神門郡堺への道、備後国堺への道

### 仁多郡
郷里に関しては仁多郡を参照のこと。
郷里三處郷、布勢郷、三沢郷、横田郷
神社在神祇官社2所、不在神祇官社8所
地名山野、河川
通道飯石郡堺への道、大原郡堺への道、伯耆国堺への道

### 大原郡
郷里に関しては大原郡を参照のこと。
郷里神原郷、屋代郷、屋裏郷、佐世郷、阿用郷、海潮郷、来次郷、斐伊郷
寺院新造院3所
神社在神祇官社13所、不在神祇官社16所
地名山野、河川
通道意宇郡堺への道、仁多郡堺への道、飯石郡堺への道、出雲郡堺への道

### 巻末
出雲国の官道を中心にした主要な道網や駅・橋・渡船、軍団、烽（とぶひ）、戍（まもり）が記載され、奥付が記されている。

## 収録された説話
すべての郷に地名起源の説話が掲載されているが、ほとんどが断片的にのみ収録されている。ある程度まとまった形で収録された説話には以下のものがある。
国引き神話意宇郡の条の冒頭に記載され、郡名の由来に結び付けられている。詳細は国引き神話を参照のこと。
毘売埼伝承安来郷のスサノヲの地名説話に続けて記載されている。語臣猪麻呂の娘が埼で遊んでいる時に和爾に襲われてしまった。猪麻呂は娘の死を悲しみ数日間泣き崩れた後、和爾に復讐することを決心する。武器を持って埼に座り込み、神々に一心に祈ると和爾の大群がやって来て1匹の和爾を取り囲んでいた。猪麻呂がその和爾を討ち取り腹を割くと娘の足が出てきた。和爾は串刺しにされて路傍に立て掛けられた。
加賀神埼（かかのかんざき）現在の加賀の潜戸にあたる。ここで枳佐加比売命が佐太大神を産む時に弓矢をなくした。この時「生まれてくる子が麻須羅神の子ならば、なくなった弓矢よ出てこい」とうけいをした。すると弓矢が出てきたが、「これは違う」と言ってやり直した。再び出てきた金の弓矢を枳佐加比売命が手に取り、岩屋を射通した。いわゆる丹塗り矢型神話の変形といえる。
恋山（したいやま）現在の鬼の舌震にあたる。和爾が阿井村の玉日女命を慕って川を遡上したが、玉日女命は嫌がって岩で川を塞いでしまった。
阿用郷ある男が畑仕事をしていると突然目一つの鬼が現れて食われてしまった。その時彼の両親は竹薮の中に身を隠していた。男は「動動（あよあよ）」と叫んだ。

## 登場する神
『古事記』や『日本書紀』に登場する神もいくつか登場するが、当風土記にのみ登場する神も多い。ここでは複数の地名説話で名が挙げられた神とその妻や子らを主に挙げる。（神名の後ろの地名は登場した説話の地名である。神名の漢字表記は最初に登場したものを採用する。読みの「〜のみこと」は省略する。）
八束水臣津野命（やつかみずおみつの）「八雲立つ」の言葉を発し、この国を出雲と命名したとされる。国引き神話において遠方の土地を引っ張って出雲国を形成した。『古事記』のスサノヲの系譜に名の見える「淤美豆奴神」と同一神と見られる。
妻として以下の神が登場する。
- 天甕津日女命（あめのみかつひめ） - 秋鹿郡伊農郷。

子として以下の神が登場する。
- 赤衾伊農意保須美比古佐和気能命（あかふすまいぬおおすみひこさわけ） - 出雲郡伊努郷。

所造天下大神（あめのしたつくらししおおかみ）大穴持命（おほなもち）当風土記では最も登場回数が多い神である。「越の八口」を平定して出雲に帰還した後に意宇郡母里郷で国譲りの宣言を発した。神門郡を中心として妻問いの説話が多い。大原郡では八十神を討つために行動を起こしている。
妻問いの相手として以下の神が登場する。
- 奴奈宜波比売命（ぬながわひめ） - 島根郡美保郷。『古事記』の沼河比売。
- 綾門日女命（あやとひめ） - 出雲郡宇賀郷。
- 真玉著玉之邑日女命（またまつくたまのむらひめ） - 神門郡朝山郷。
- 八野若日女命（やのわかひめ） - 神門郡八野郷。
- 和加須世理比売命（わかすせりひめ） - 神門郡滑狭郷。

子として以下の神が登場する。
- 山代日子命（やましろひこ） - 意宇郡山代郷。
- 阿遅須枳高日子命 （あぢすきたかひこ）- 神門郡高岸郷、仁多郡三沢郷。（後述）
- 御穂須須美命（みほすすみ） - 島根郡美保郷。奴奈宜波比売命との子で、建御名方神と同一視されることもある。
- 和加布都努志能命（わかふつぬし） - 秋鹿郡大野郷、出雲郡美談郷。
- 阿陀加夜努志多伎吉比売命（あだかやぬしたききひめ） - 神門郡多伎郷。

意支都久辰為命（おきつくしゐ）越の奴奈宜波比売命の祖父。
俾都久辰為命（へつくしゐ）越の奴奈宜波比売命の父。
布都努志命（ふつぬし）意宇郡の楯縫郷と山国郷に登場する。
神須佐乃烏命（かむすさのを）記紀と異なり自身の登場回数は少なく、大穴持命との血縁関係は窺えない。意宇郡安来郷、飯石郡須佐郷、大原郡佐世郷と御室山に登場する。須佐郷で自らの御魂を鎮めた。
子として以下の神が登場する。
- 青幡佐久佐日古命（あおはたさくさひこ） - 意宇郡大草郷、大原郡高麻山。
- 都留支日子命（つるぎひこ） - 島根郡山口郷。
- 国忍別命（くにおしわけ） - 島根郡方結郷。
- 磐坂日子命（いわさかひこ） - 秋鹿郡恵曇郷。
- 衝桙等乎而留比古命（つきほことをよるひこ） - 秋鹿郡多太郷。
- 八野若日女命（前出、大穴持命の妻問いの相手）
- 和加須世理比売命（同上）

また飯石郡熊谷郷には記紀で妻となるクシナダヒメと同一神と見られる久志伊奈太美等与麻奴良比売命（くしいなだみとよまぬらひめ）が登場する。
伊弉奈枳命（いざなき）自身は登場せず、子として以下の神が登場する。
- 熊野加武呂命（くまのかむろ）（熊野大神） - 意宇郡出雲神戸、島根郡朝酌郷。須佐之男命と同一視される。
- 都久豆美命（つくつみ） - 島根郡千酌駅。

阿遅須枳高日子命（あぢすきたかひこ）神門郡高岸郷と仁多郡三沢郷において父の大穴持命に養育される様子が描かれており、葛城の賀茂社に鎮座していると記されている。
妻として以下の神が登場する。
- 天御梶日女命（あめのみかぢひめ） - 楯縫郡神名樋山。

子に以下の神が登場する。
- 多伎都比古命（たきつひこ） - 楯縫郡神名樋山。天御梶日女命との子
- 塩冶毘古命（やむやびこ） - 神門郡塩冶郷。

神魂命（かむむすひ）自身は楯縫郡の郡名の由来において所造天下大神の宮の造営を命ずるのみで、これ以外は以下に挙げる子らの説話のみとなっている。
- 八尋鉾長依日子命（やひろほこながよりひこ） - 島根郡生馬郷。
- 宇武賀比売命（うむかひめ） - 島根郡法吉郷。『古事記』の蛤貝比売。
- 枳佐加比売命（きさかひめ） - 島根郡加賀神埼。『古事記』の𧏛貝比売。
- 天御鳥命（あめのみとり） - 楯縫郡郡名。紀国造系図では彦狭知命の別名とされる。
- 天津枳値可美高日子命（あまつきちかみたかひこ）（薦枕志都治値（こもまくらしつぢち）） - 出雲郡漆治郷。
- 綾門日女命（前出、大穴持命の妻問いの相手）
- 真玉著玉之邑日女命（同上）

佐太大神（さだのおおかみ）島根郡加賀神埼で枳佐加比売命が産んだ子。秋鹿郡神名火山に鎮座した。
宇乃治比古命（うのちひこ）楯縫郡沼田郷条と大原郡海潮郷条に登場する。海潮郷では親の須義禰命（すがね）に対して怒り、海水で押し流した。
伎比佐加美高日子命（きひさかみたかひこ）出雲郡神名火山条に登場する。漆治郷の天津枳値可美高日子命と同神ともされる。
須義禰命（すがね）大原郡海潮郷条に登場する。宇能治比古命の御祖の神（前出）。
阿波枳閇委奈佐比古命（あはきへわなさひこ）大原郡船岡山条に登場する。その名前は「阿波来経和奈佐彦（阿波から来て出雲の和奈佐に祀られたワナサヒコ）」と読むことができ、阿波国（徳島県）にある式内社の和奈佐意富曾神社との関係性が窺える。また、『丹後国風土記』の天女と奈具神社の伝説に現れる「和奈佐老父」と「和奈佐老女」も何らかの関係があると考えられる。阿波国、丹後国、出雲国に「ワナサ」という共通したワードが登場するのは、当時存在した海人集団が広めたからであるとする説が存在する。

## 写本
現存する写本は70種程あるが、その中で最も古いと考えられるのは、慶長2年（1597年）に細川幽斎が書写させた「細川家本」と考えられている。
そのほか、尾張徳川家に伝わった「徳川家本」や、上賀茂神社に伝わる「万葉緯本」など、近世初期から多くの写本が作られ、各地に広まった。尾張徳川家当主徳川義直により寛永11年（1634年）に寄進されたと伝えられる、日御碕神社所蔵の「日御碕本」は、島根県指定有形文化財に指定されている。
なお『出雲国風土記』の引用例としては、文亀2年（1502年）の巻物『灰火山社記』が最古になる。

## 研究史
江戸時代初期より研究が進められており、多くの注釈書や解説書が出されている。
- 岸崎（佐久次）時照『出雲風土記鈔』（天和3年（1683年））
- 内山真龍『出雲風土記解』（天明7年（1787年））
- 千家俊信『訂正出雲風土記』（文化3年（1806年））
- 横山永福『出雲国風土記考』（弘化3年（1846年）頃）
- 後藤蔵四郎『出雲国風土記考証』（大岡山書店、1931年）
- 加藤義成『出雲国風土記参究』（原書房、1962年）

など